# Compassion: The Music of John Coltrane
Compassion: The Music of John Coltrane ist ein Jazzalbum von Dave Liebman & Joe Lovano, das am 22. Juni 2007 im Clinton Recording Studio in New York City aufgenommen und am 16. Juni 2017 bei Resonance Records veröffentlicht wurde.

## Hintergrund
Bereits 1987 hatte der Saxophonist Dave Liebman eine Hommage an John Coltrane auf Owl Records vorgelegt; im Jahr 2007 beauftragte BBC Radio 3 für die Sendung Somethin’ Else! den Saxophonisten Dave Liebman mit der Aufnahme eines reinen Coltrane-Programms zum 40. Todestag des legendären Saxophonisten und Komponisten John Coltrane. Gefragt, die Formation Saxophone Summit mitzubringen – die Band, die 1998 von Liebman erstmals organisiert und von Liebman, gemeinsam mit den anderen Saxophonisten Joe Lovano und Ravi Coltrane geleitet wurde – gelang es Liebman, reguläre Mitglieder wie Lovano, den Pianisten Phil Markowitz und den Schlagzeuger Billy Hart zusammen mit dem Bassisten Ron McClure (als Ersatz für den nicht verfügbaren Cecil McBee) zu versammeln. Zehn Jahre später wurde die Aufnahmesitzung zum Gedenken an den 50. Jahrestag von Coltranes Tod am 17. Juli 1967 veröffentlicht.
Compassion: The Music of John Coltrane beginnt mit Locomotion, einer unverwechselbaren Interpretation des Blues vom Album Blue Train (Blue Note, 1958). Die Melodie enthält die Keime vieler späterer Coltrane-Werke und stellt einen großartigen Startpunkt dar, schrieb Mark Sullivan. „Die klassische Zwei-Tenor-Besetzung duelliert sich miteinander und stoßt sich gegenseitig an.“  Wie Lovano in den Liner Notes feststellt, sind viele der Intervalle, die auf Locomotion zu hören sind, in späteren Coltrane-Werken zu finden. Das Hauptthema von A Love Supreme sei nur ein Beispiel. Ein Balladen-Medley präsentiert die beiden Holzbläser einzeln – Lovano auf dem Tenor in Central Park West (von Coltrane’s Sound (Atlantic, 1964; aufgenommen 1960)), Liebman auf dem Sopran in Dear Lord (aus Transition (Impulse!, 1970), jedoch 1965 aufgenommen). Diese spirituell anmutende Ballade hatte lange Zeit einen besonderen Platz bei Liebman und ist die einzige Komposition, die aus seinem frühen Tribute-Album wiederholt wurde.
Olé vom Album Olé Coltrane (Atlantic, 1961) repräsentiert Coltranes langfristiges Interesse an der Weltmusik, die später in Titeln wie India, Dakar und Brazilia manifestierte. Nach einer Einführung mit Blockflöte und Flöte wird die spanisch angehauchte Melodie von Tenor- und Sopransaxophonen eingeführt. Das nach Reverend Martin Luther King Jr. benannte Reverend King von dem 1966 aufgenommenen Album Cosmic Music (Impulse!, 1968), zeigt Liebman auf der Flöte, begleitet von Lovanos Altklarinette: eine reizende Kombination, die für diesen Track einzigartig sei, so Mark Sullivan. Equinox (auch aus Coltrane’s Sound) ist ein weiterer Blues, der zur Tenor-/Sopransaxophon-Kombination zurückkehrt. Das Album endet mit Compassion von Meditations (Impulse!, 1966) und taucht in die späte Phase Coltranes ein.
Die Liner Notes des Albums stammen von Ashley Kahn, David Liebman, Zev Feldman, ergänzt um Interviews mit Joe Lovano, Billy Hart und Zev Feldman.

## Titelliste
- Dave Liebman / Joe Lovano: Compassion: The Music of John Coltrane (Resonance Records – HCD-2030[2])

1. Locomotion, 6:11

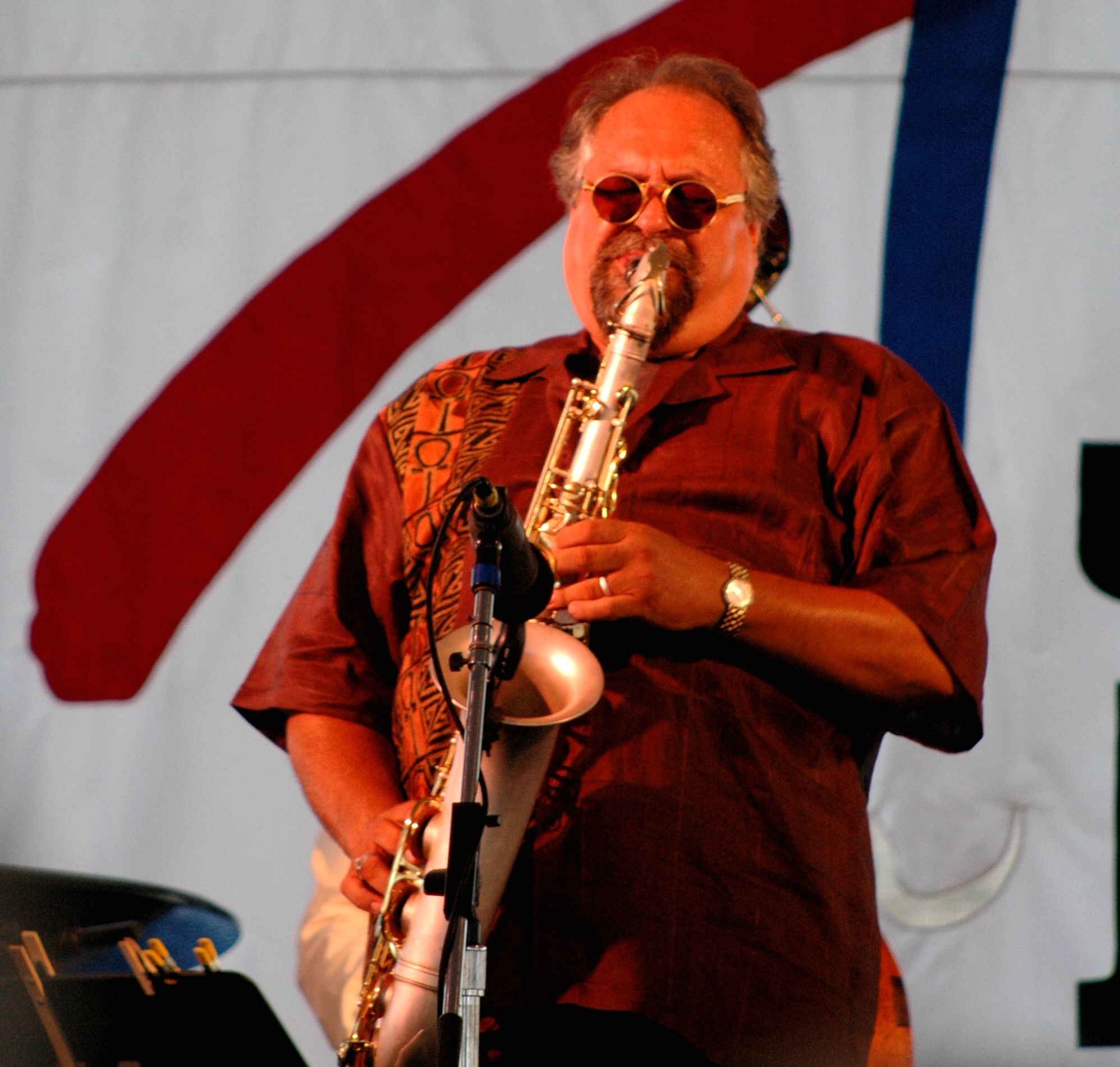
Joe Lovano 2005

2. Central Park West / Dear Lord, 8:09
3. Olé, 8:46
4. Reverend King, 5:20
5. Equinox, 6:39
6. Compassion, 17:27

- Alle Kompositionen stammen von John Coltrane.

## Rezeption
Das Album erhielt durchweg positive Rezensionen; Chris Pearson verlieh Compassion in der Londoner Times vier (von fünf) Sterne und lobte: „Dieser großartige musikalische Dialog ist eine würdige Hommage an den großen Mann des Jazz zum 50. Todestag.“ Es sei „eine leidenschaftliche und überzeugende Erinnerung“ (wenn nötig) an Tranes Beständigkeit im Jazz. John Fordham vergab an das Album im britischen Guardian vier (von fünf) Sterne und meinte, „Zum 40. Todestag des inspirierenden Saxophonisten John Coltrane stellte Liebman musste eine eilig modifizierte Version seiner Saxophone Summit-Band zusammen“; „aber die kollektive Leidenschaft ist spürbar, ebenso wie die ungehemmte Jam-Session. Liebman und Lovano zerreißen Coltranes boppishe ‚Locomotion‘ als Zwei-Tenor-Wettstreit; Lovanos robuster Tenor und Liebmans ätherischer Sopran kontrastieren stark miteiander in  ‚Central Park West‘, übergehend in das stürmische ‚Dear Lord‘. Coltranes Weltmusik-Können wird durch das spanische Thema Olé hervorgerufen. ‚Reverend King‘ strahlt eine Amazing-Grace-Stimmung aus und der Freeform-Titeltrack ist eine gebetsähnliche Ekstase. Das gesamte Erbe des kurz lebenden Coltrane wird selten so maßgebend und vollständig gefeiert.“

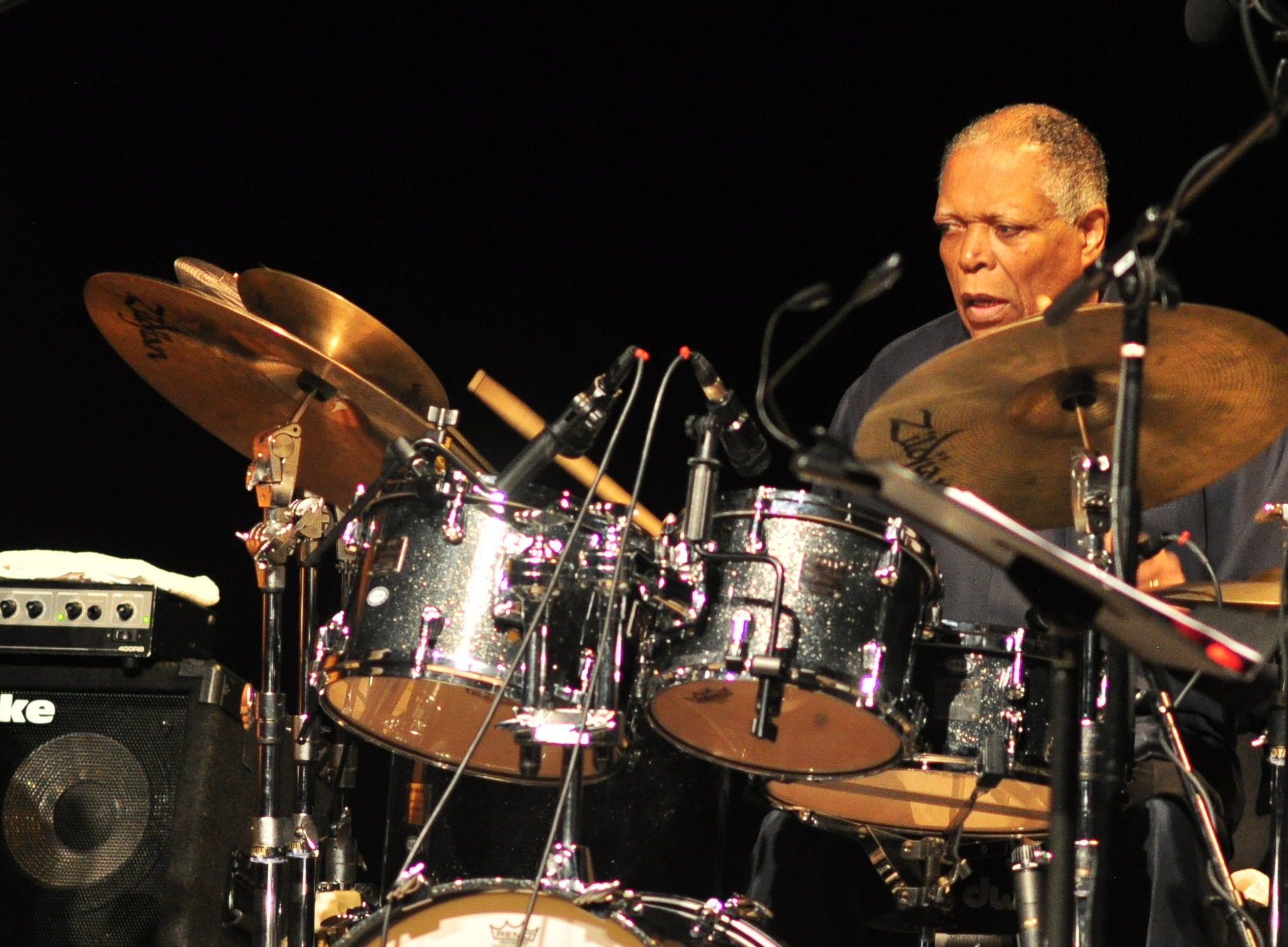
Billy Hart 2011

Mark Sullivan schrieb in All About Jazz, „Es gibt für Billy Hart einen Solo-Showcase, bevor er mit wenig stetigem Puls oder eingestellten harmonischen Progressionen, die typisch für den späten Coltrane sind, in die freie Gruppenimprovisation startet. Die Band ist mit dieser Herangehensweise so vertraut, dass sie sie dem früheren Material sehr ähnlich spielt: etwas außerhalb, aber es gibt keine scharfe Trennlinie.“ Mark Sullivan resümiert: „John Coltranes Karriere war so komprimiert, dass die hier zwischen 1958 und 1966 aufgenommenen Kompositionen sechs verschiedene Stilphasen darstellten. Die mehr oder weniger chronologische Präsentation zeigt, wie weit er in so kurzer Zeit fortgeschritten ist und wie er seine eigene Stimme bewahrt hat. Die Musik von Coltrane braucht keine Verteidigung, aber diese Spieler sind ein hervorragender Fall dafür.“
Julian Nicholas schrieb in Jazz Views, „Dies ist eine reizvolle warme Konversation von einem Album – wie eines dieser Abendessen an einem Tisch mit Freunden, die alle eine gemeinsame Basis haben, um sich energisch in die Nacht zu unterhalten, über einen halben Fall eines besonderen Vintage-Weins. Der Jahrgang, der die Liebe und Leidenschaft für das Gespräch schürt, ist die Musik des unschätzbaren John Coltrane.“ Die beiden Musiker hatten die Band bereits um das Material und eine gemeinsame Leidenschaft für Coltrane entwickelt, und so strahle diese Aufnahme die entspannte und freundliche Wärme einer Jamsession aus.
Wie die geführten Interviews und der Essay von Ashley Kahn verdeutlichten, führte der Hintergrund der Musik die Gruppe zu den Punkt, sich musikalisch mit den verschiedenen Perioden in der Entwicklung von John Coltrane zu beschäftigen, bis hin zur Anerkennung der Beiträge von Eric Dolphy und Pharoah Sanders. „In der Tat scheint der redselige und rhapsodische Stil von Lovano zuweilen eher an Charles Lloyd zu erinnern, was eine Frage aufwirft: Wie zollen wir einer der großen künstlerischen Kräfte der Musik jeglichen Genres aus jeder Epoche Tribut?“
Im Weiteren geht der Autor auf die einzelnen Stücke des Albums ein; Locomotion sei ein wildes Brüllen, das an die Tage des Saxophone Summit erinnere – Liebman und Lovano spielten aus ihrer Haut, mit mehr als nur einem flüchtigen Hinweis auf den fehlenden dritten, den verstorbenen und großartigen Michael Brecker, der vielleicht einflussreichste Post-Coltrane-Saxophonist und heute leider nicht bei uns, urteilt Julian Nicholas. Phil Markowitz stelle eindrucksvoll sein Zeugnis als McCoy-Tyner-Schüler auf, wobei Billy Hart so energisch und erfrischend die Akzente um alle Ecken der Phrasen werf, wobei jede Explosion für seine Liebe zu Elvin Jones eine Verbindung darstelle.

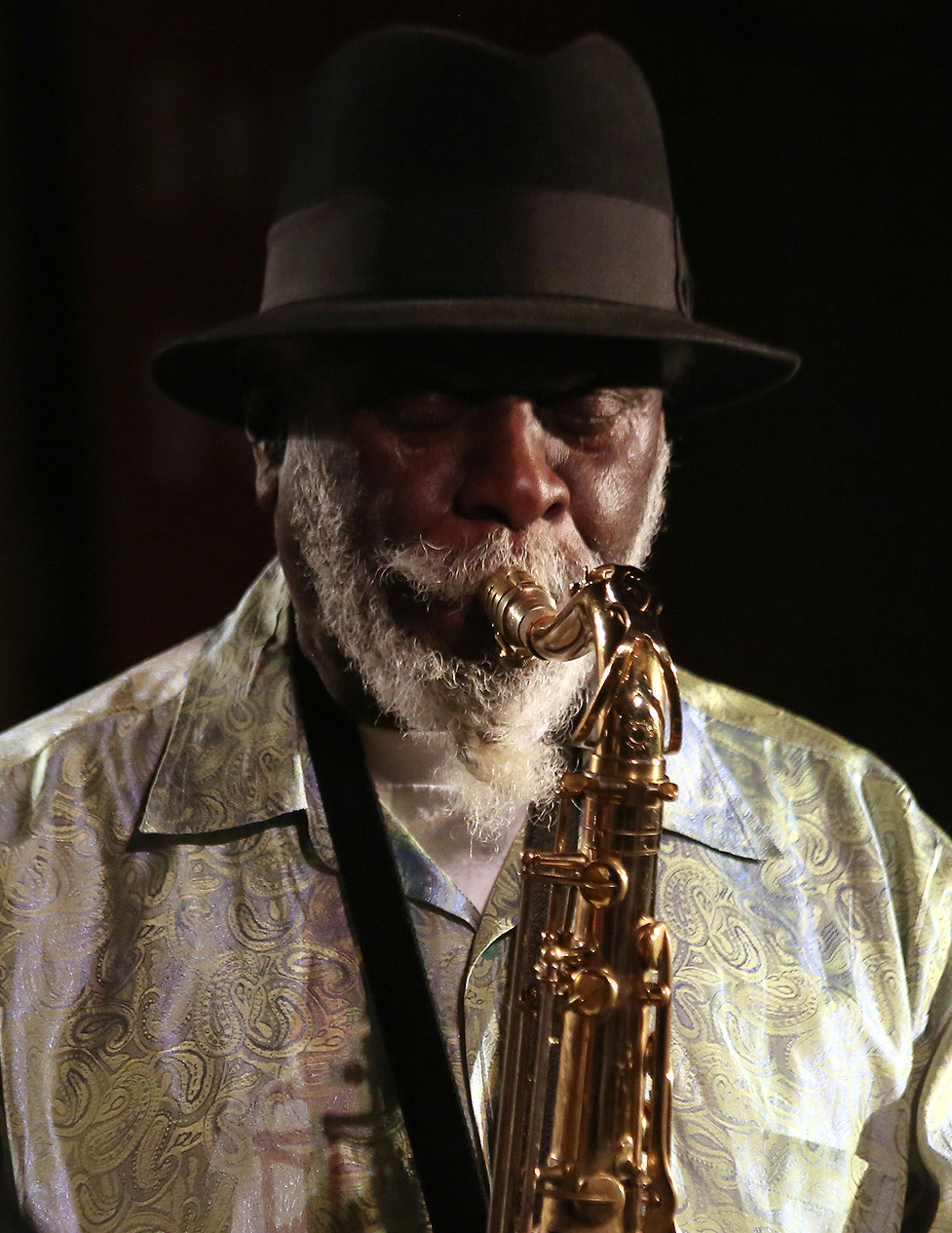
Pharoah Sanders bei einem Auftritt beim INNtöne Jazzfestival 2013

Central Park West sei eine „etwas gespenstische und reflektierende Erkundung“: Lovano sagt uns, dass er nicht wirklich wie Coltrane klingen muss, stattdessen Reminiszenzen an Coleman Hawkins, Ben Webster und Charles Lloyd weckt. Und bei Dear Lord zeige er uns weiterhin seine menschliche Gebrechlichkeit und nicht die etwas monolithische, gottähnliche Überaussage vieler versuchter Coltrane-Tributzoller. Das darauf folgende Ole sei eine wirklich spielerische Darbietung, die an die Tage von Pharoah Sanders und Alice Coltrane erinnere, mit anderen zeitgenössischen Einflüssen in Markowitz’ konsequent kreativen Beiträgen. Da die Schlussfolgerung des Coltrane-Ansatzes in diesem Zusammenhang vielleicht einschneidend ist und den Ansatz von Lovano hier überschattet, rüstet sich Liebman mit einer Reihe von Sopran-Strategien im sheets of sound Stil aus, die seine Rolle als einer der großen Nach-Coltrane-Jünger oder Nachahmer voll bekräftigen. Eri Dolphy erhalte mehr als ein vorübergehendes Nicken in Reverend King – mit Joe Lovano auf der Altklarinette. Equinox ist ein geschäftsmäßiges und originalgetreues Stück, wie es dem ostinato und dem rhythmischen Fundament dieses genießbaren und nahrhaften Blues entspricht.
Compassion, der Titelsong des Albums, sei „die stark ausgedehnte Reise in die rechtschaffene Fähigkeit der Gruppe zum Verwöhnen – mit Billy Harts inspirierendem und motivierendem Trommeln und Liebmans stark abgeleiteten Tenor-Exkursionen, das zeigt, dass in einer Studiosituation Atmosphäre möglich ist,“ resümiert der Autor; leidenschaftlicher Austausch sei es, den wir hier finden.

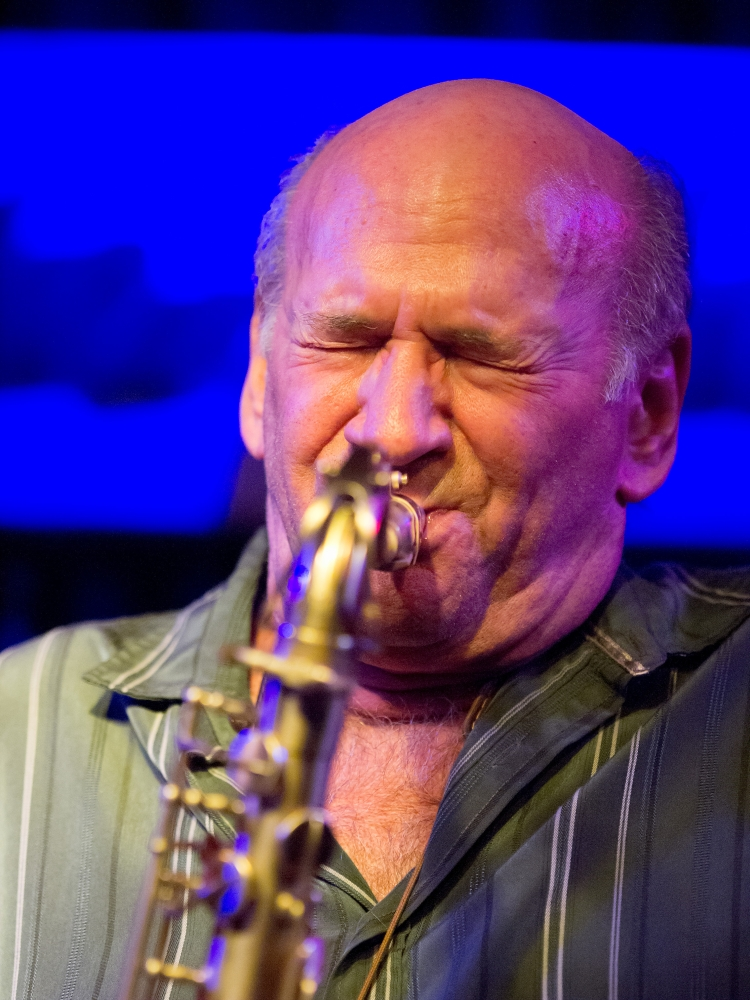
Dave Liebman bei einem Auftritt im Jazzclub Unterfahrt 2012

Will Layman meinte in Pop Matters, obwohl ihm die Vorstellung einer weiteren Coltrane-Tribute-Aufnahme als übertrieben erscheine, sei es in Wahrheit so, dass es immer Coltrane-Tribute geben werde – und sollte. Sein Erbe war ein großes (und kann so vielen Neuinterpretationen widerstehen) wie in der amerikanischen Musik. Aber noch wichtiger sei, dass Compassion: The Music of John Coltrane zwei brillante – und unterschiedliche – Saxophonisten präsentiere, deren Kenntnis von Trane hervorragend ist. Und schließlich sei dies einer der nachdenklichsten und interessantesten Rückblicke auf Coltrane seit langem, da es sieben weniger gehörte Stücke umfasst, die Coltranes gesamte Karriere umfassen. Keine „Giant Steps“ oder Impressions oder A Love Supreme. „Dies öffnet dir die Ohren. Dies ist so neu wie eine retrospektive Sitzung,“ meint Layman.
„Lovano und Liebman arbeiten von Angesicht zu Angesicht gut“ urteilt Layman; der Kontrast zwischen diesen beiden verschiedenen Stimmen sei einfach und angenehm. „Es ist etwas Magisches, wenn man so unterschiedliche Töne und Herangehensweisen hört.“ Im Eröffnungs-Track Locomotion, einem Blues-Titel mit einer Bridge höre man von Anfang an Liebman „mit seiner hellen und muskulösen Herangehensweise“, Lovanos Solos enthielten jedoch eine „eher fragwürdige Herangehensweise und dem leicht hauchigen Ton“; Lovano bringe die Band aber in ein ruhigeres Fahrwasser. Erfreulich dargestellt sei der Liebman/Lovano-Kontrast auch in dem Balladen-Medley Central Park West und Dear Lord; es sei Lovanos Spil, obgleich es „mehr Rollins als Trane“" Qualität habe, „die diese Ballade so gut funktionieren lässt. Wir hören, wie er jeden Lick und jede Idee mit einem Sonny-Rollins-ähnlichen Feeling für motivische Entwicklung ausdrückt, dennoch sind wir immer noch an Coltrane erinnert. Markowitz verbindet die beiden Balladen, und Liebmans Sopransaxophon ist zart und perfekt auf ‚Dear Lord‘ abgestimmt. Seine Sorgfalt beim Spielen der Melodie beinhaltet Zurückhaltung und Mäßigung, aber dann färbt er sein Spiel mit einem subtilen tonalen Wechsel. Wir fühlen es so viel mehr. Er und Markowitz strahlen.“
Bedenken äußert Layman hinsichtlich des Pianisten Phil Markovitz; er sei „vielleicht das am wenigsten bekannte Mitglied des Quintetts“. Seine Rolle ist jedoch kritisch. Das Musikspektrum, das hier abgedeckt wird, wurde historisch mit drei verschiedenen Pianisten gebildet, die sich in verschiedenen Stilen artikulieren, und Markowitz muss anpassungsfähig und weise sein. Sein Ansatz zu Locomotion unterscheidet sich grundlegend von der Art und Weise, wie er Compassion, einem Teil von Coltranes Meditations Suite, aus dem Jahr vor seinem Tod angreift. „Markowitz rollt zusammen mit seinen bekannteren Kollegen in der Rhythmusgruppe über Stile wie Allzweckmusiker.“ Das faszinierendste Stück auf Compassion nach Ansicht Layman Revered King, eine Melodie, die nach Coltranes Tod auf Cosmic Music veröffentlicht wurde und John und Alice Coltrane zugeschrieben wird. Liebman spielt hier Flöte und Lovano Altklarinette, „und sie harmonieren in Pastelltönen, während Billy Hart majestätisch an seinen Toms arbeitet und im oberen Bereich mit Markowitz rechter Hand schimmert. Die melodische Linie ist lang, aber außergewöhnlich diatonisch, was der Aufführung eine meditative Qualität verleiht. Das Klavier wandert harmonisch ‚heraus‘, während die beiden Hörner ein liebenswürdiges kollektives Solo spielen. Klanglich erinnert dies an die mehr pastoralen Tracks auf Dave Hollands Conference of the Birds aus den 70er-Jahren. Und es ist meisterhaft.“ In Bezug auf Olé merkt Layman an, dass Lovano und Liebman oft am effektivsten spielten, wenn sich lose miteinander verbinden und mit diesen unterschiedlichen Tönen gegeneinander reiben. Das Sopran-Solo von Liebman sei der Höhepunkt, da er seinen Ton verschmiere und eine Reihe abenteuerlicher harmonischer Variationen durchziehe. Equinox verwende ebenfalls die Sopran/Tenor-Kombination und sei in diesem Set das abgefahrenste Stück.
Der lange Titelsong, der mit einem vierminütigen Schlagzeug-Feature für Billy Hart beginnt, sei der ekstatischste des Albums. „Die beiden Bläser bewegen sich dieses eine Mal wie Schatten voneinander, leicht phasenverschoben, während sie das Thema spielen. Liebmanns Soli zuerst auf Tenor, ist diesmal direkter an Coltrane, dann bricht Lovano aus mit seinem seltsamen Aulochrome, einem Instrument aus zwei Saxophonen, das ihm erlaubt, zwei Linien auf unheimliche Weise zu spielen.“ Dieses polyphone Spiel erzeuge leichte Dissonanzen und ungerade Harmonien. Für Kritiker Will Wayman „ist dies das coolste Spiel, das Lovano auf dem Instrument gespielt hat. Nach einem starken Pianosolo wechseln die Bläser wieder in ihre Sopran-Tenor-Paarung und arbeiten wieder mit dem Material, diesmal im intensiveren Gespräch miteinander und mit Markowitz.“

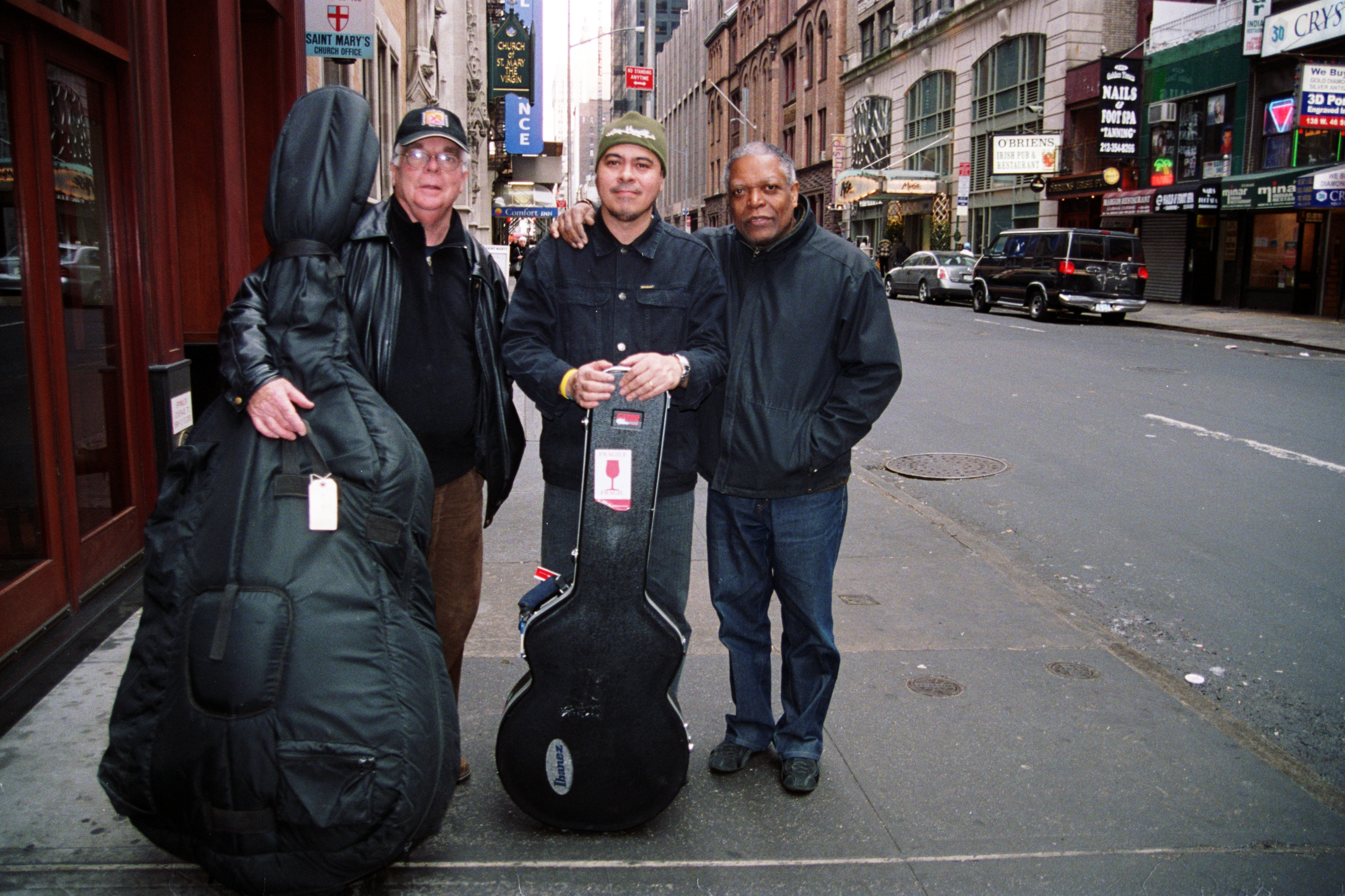
Ron McClure und Billy Hart mit dem Gitarristen Johnny Alegre (Mitte), 2011

Die einzige Enttäuschung sei nach Ansicht Laymans, dass die Musiker sich gezwungen fühlen, auf das Thema von Compassion in einem „traditionellen“ Stil zurückzukehren. „Vielleicht habe ich so viel Neuen Jazz gehört, dass diese Art von Haed-Solo-Head-Form überflüssig zu sein scheint, zweifellos kam Trane zu dem Thema, aber im neuen Jahrhundert – mit der Freiheit, die diese beiden Meister zu etwas bringen, was eindeutig mehr ist als eine Nachbildung –, wäre ich genauso glücklich gewesen, wenn sie es gewesen wären, die sich mehr Freiheiten genommen hätten, das war schließlich ein Teil dessen, was Coltranes Musik zu vermitteln schien.“ Dennoch sei Compassion der beste Tribut an John Coltrane der letzten zehn oder zwanzig Jahre, resümiert der Autor; „Zeit, zum Original zurückzukehren – und Dave Liebman und Joe Lovano auch weiterhin zuzuhören.“
Der leitende Produzent Zev Feldman meinte: „Ich kann mir keine engeren und hingebungsvolleren Anhänger der Musik und des Erbes von Coltrane vorstellen als Dave Liebman, Joe Lovano und diese Band.“ Feldman fügt hinzu, dass man innerhalb des Hefts von jedem Musiker eine Fülle an Wissen finden kann, wenn sie die Musik beleuchten, den Einfluss, den Trane auf sie hatte und wie seine Musik fünfzig Jahre nach seinem Tod immer noch einen solchen Einfluss hat.